# Betio Village
Betio Village är en ort i Kiribati.   Den ligger i örådet Tarawa och ögruppen Gilbertöarna, i den sydvästra delen av landet, 7 km nordväst om huvudstaden Tarawa. Betio Village ligger 9 meter över havet och antalet invånare är 12 509. Den ligger på ön Betio.
Terrängen runt Betio Village är mycket platt.  Närmaste större samhälle är Tarawa, 7,1 km sydost om Betio Village. 